# Список призёров зимних Олимпийских игр 1968
Ниже представлен список всех призёров зимних Олимпийских игр 1968 года, проходивших в французском Гренобле с 6 по 18 февраля 1968 года. Всего в соревнованиях приняли участие 1158 спортсменов, представлявших 37 национальных олимпийских комитетов (НОК). Было разыграно 35 комплектов наград в 10 олимпийских видах спорта.

## Биатлон
| Соревнование                          | Золото                                                                           | Серебро                                                            | Бронза                                                                            |
| ------------------------------------- | -------------------------------------------------------------------------------- | ------------------------------------------------------------------ | --------------------------------------------------------------------------------- |
| Мужская индивидуальная гонка на 20 км | Магнар Сольберг (NOR)                                                            | Александр Тихонов (URS)                                            | Владимир Гундарцев (URS)                                                          |
| Мужская эстафета, 4×7,5 км            | СССР · Александр Тихонов · Николай Пузанов · Виктор Маматов · Владимир Гундарцев | Норвегия · Ола Верхёуг · Олав Йордет · Магнар Сольберг · Йон Истад | Швеция · Ларг-Гёран Арвидсон · Туре Эрикссон · Олле Петруссон · Холмфрид Нильссон |

## Бобслей
| Дисциплина       | Золото                                                                          | Серебро                                                                   | Бронза                                                             |
| Мужчины-двойки   | Италия · Эудженио Монти · Лучано де Паолис                                      | ФРГ · Хорст Флот · Пепи Бадер                                             | Румыния · Ион Панцуру · Николае Нягое                              |
| Мужчины-четвёрки | Италия · Эудженио Монти · Лучано де Паолис · Роберто Дзандонелла · Марио Армано | Австрия · Эрвин Талер · Райнхольд Дурнталер · Херберт Грубер · Йозеф Эдер | Швейцария · Жан Вики · Ханс Кандриан · Вилли Хофман · Вальтер Граф |

## Горнолыжный спорт

### Мужчины
| Вид               | Золото                 | Серебро               | Бронза                         |
| ----------------- | ---------------------- | --------------------- | ------------------------------ |
| Скоростной спуск  | Жан-Клод Килли Франция | Ги Перийя Франция     | Жан-Даниэль Детвилер Швейцария |
| Гигантский слалом | Жан-Клод Килли Франция | Вилли Фавр Швейцария  | Хайнрих Месснер Австрия        |
| Слалом            | Жан-Клод Килли Франция | Херберт Хубер Австрия | Альфред Матт Австрия           |

### Женщины
| Вид               | Золото                  | Серебро              | Бронза                    |
| ----------------- | ----------------------- | -------------------- | ------------------------- |
| Скоростной спуск  | Ольга Палль Австрия     | Изабелль Мир Франция | Кристль Хас Австрия       |
| Гигантский слалом | Нэнси Грин Канада       | Анни Фамоз Франция   | Фернанда Бошате Швейцария |
| Слалом            | Мариэль Гуашель Франция | Нэнси Грин Канада    | Анни Фамоз Франция        |

## Конькобежный спорт

### Мужчины
| Дистанция    | Золото                       | Серебро                                       | Бронза                   |
| ------------ | ---------------------------- | --------------------------------------------- | ------------------------ |
| 500 метров   | Эрхард Келлер ФРГ            | Ричард МакДермотт США Магне Томассен Норвегия | Не присуждалась          |
| 1500 метров  | Корнелиус Феркерк Нидерланды | Ард Шенк Нидерланды Ивар Эриксен Норвегия     | Не присуждалась          |
| 5000 метров  | Фред Антон Майер Норвегия    | Корнелиус Феркерк Нидерланды                  | Петрус Ноттет Нидерланды |
| 10000 метров | Юнни Хёглин Швеция           | Фред Антон Майер Норвегия                     | Ерьен Сандлер Швеция     |

### Женщины
| Дистанция   | Золото                      | Серебро                                          | Бронза                     |
| ----------- | --------------------------- | ------------------------------------------------ | -------------------------- |
| 500 метров  | Людмила Титова СССР         | Дженифер Фиш США Мэри Майерс США Дианн Холум США | Не присуждалась            |
| 1000 метров | Каролина Гейссен Нидерланды | Людмила Титова СССР                              | Дианн Холум США            |
| 1500 метров | Кайя Мустонен Финляндия     | Каролина Гейссен Нидерланды                      | Кристина Кайсер Нидерланды |
| 3000 метров | Йоханна Схют Нидерланды     | Кайя Мустонен Финляндия                          | Кристина Кайсер Нидерланды |

## Лыжное двоеборье
| Вид     | Золото           | Серебро               | Бронза           |
| ------- | ---------------- | --------------------- | ---------------- |
| Мужчины | Франц Келлер ФРГ | Алоис Келин Швейцария | Андреас Кунц ГДР |

## Лыжные гонки

### Мужчины
| Дисциплина                     | Золото                                                                      | Серебро                                                                      | Бронза                                                                           |
| 15 км см. подробнее            | Харальд Грённинген Норвегия                                                 | Ээро Мянтюранта Финляндия                                                    | Гуннар Ларссон Швеция                                                            |
| 30 км см. подробнее            | Франко Нонес Италия                                                         | Одд Мартинсен Норвегия                                                       | Ээро Мянтюранта Финляндия                                                        |
| 50 км см. подробнее            | Уле Эллефсетер Норвегия                                                     | Вячеслав Веденин СССР                                                        | Йозеф Хаас Швейцария                                                             |
| Эстафета 4×10 км см. подробнее | Норвегия · Одд Мартинсен · Пол Тюлдум · Харальд Грённинген · Уле Эллефсетер | Швеция · Ян Хальварссон · Бьярне Андерссон · Гуннар Ларссон · Ассар Рённлунд | Финляндия · Калеви Ойкарайнен · Ханну Тайпале · Калеви Лаурила · Ээро Мянтюранта |

### Женщины
| Дисциплина                    | Золото                                                                 | Серебро                                                          | Бронза                                                  |
| 5 км см. подробнее            | Тойни Густафссон Швеция                                                | Галина Кулакова СССР                                             | Алевтина Колчина СССР                                   |
| 10 км см. подробнее           | Тойни Густафссон Швеция                                                | Берит Мёрдре-Ламмедаль Норвегия                                  | Ингер Эуфлес Норвегия                                   |
| Эстафета 3×5 км см. подробнее | Норвегия · Ингер Эуфлес · Баббен Энгер-Дэймон · Берит Мёрдре-Ламмедаль | Швеция · Бритт Страндберг · Тойни Густафссон · Барбро Мартинссон | СССР · Алевтина Колчина · Галина Кулакова · Рита Ачкина |

## Прыжки на лыжах с трамплина
| Вид                 | Золото                  | Серебро                  | Бронза                  |
| ------------------- | ----------------------- | ------------------------ | ----------------------- |
| Нормальный трамплин | Иржи Рашка Чехословакия | Райнхольд Бахлер Австрия | Бальдур Праймль Австрия |
| Большой трамплин    | Владимир Белоусов СССР  | Иржи Рашка Чехословакия  | Ларс Грини Норвегия     |

## Санный спорт
| Дисциплина         | Золото                           | Серебро                               | Бронза                                |
| ------------------ | -------------------------------- | ------------------------------------- | ------------------------------------- |
| Одиночки (мужчины) | Манфред Шмид Австрия             | Томас Кёлер ГДР                       | Клаус Бонзак ГДР                      |
| Одиночки (женщины) | Эрика Лехнер Италия              | Криста Шмук ФРГ                       | Ангелика Дюнхаупт ФРГ                 |
| Двойки             | ГДР · Клаус Бонзак · Томас Кёлер | Австрия · Манфред Шмид · Эвальд Вальх | ФРГ · Вольфганг Винклер · Фриц Нахман |

## Фигурное катание
| Дисциплина                | Золото                                     | Серебро                                | Бронза                                    |
| Мужское одиночное катание | Вольфганг Шварц Австрия                    | Тим Вуд США                            | Патрик Пера Франция                       |
| Женское одиночное катание | Пегги Флеминг США                          | Габриэле Зайферт ГДР                   | Гана Машкова Чехословакия                 |
| Парное катание            | СССР · Людмила Белоусова / Олег Протопопов | СССР · Татьяна Жук / Александр Горелик | ФРГ · Маргот Глоксхубер / Вольфганг Данне |

## Хоккей
| Соревнование   | Золото | Серебро | Бронза |
| -------------- | --- | --- | --- |
| Мужской турнир | СССР: - Виктор Коноваленко - Виктор Зингер - Виктор Блинов - Виталий Давыдов - Виктор Кузькин - Александр Рагулин - Олег Зайцев - Игорь Ромишевский - Анатолий Фирсов - Виктор Полупанов - Вячеслав Старшинов - Владимир Викулов - Борис Майоров - Евгений Мишаков - Юрий Моисеев - Анатолий Ионов - Вениамин Александров - Евгений Зимин | Чехословакия: - Владимир Дзурилла - Владимир Надрхал - Йозеф Горешовский - Ян Сухи - Карел Масопуст - Олдржих Махач - Франтишек Поспишил - Йозеф Голонка - Ян Грбаты - Вацлав Недоманский - Ян Гавел - Йозеф Черный - Франтишек Шевчик - Петр Гейма - Иржи Холик - Ярослав Иржик - Иржи Кохта - Ян Клапач | Канада: - Кен Бродерик - Уэйн Стивенсон - Маршалл Джонстон - Барри Маккензи - Брайан Гленни - Пол Конлин - Терри О’Мэлли - Фрэн Хак - Моррис Мотт - Роже Бурбонне - Рэй Кадьё - Дэнни О’Ши - Тед Харгривз - Гэри Дайнин - Стив Монтейт - Джерри Пиндер - Билли Макмиллан - Херб Пиндер |